# Carmelo Morales Gómez
Carmelo Morales Gómez (Castellar del Vallès, Barcelona, 7 de julio de 1978) es un piloto de  motociclismo español.

## Trayectoria
Ha participado durante muchos años en el Campeonato Nacional de Velocidad, consiguiendo el segundo puesto en 2006 y 2007. En 2007 y 2008 participó en el Campeonato del Mundo de Superbikes. En 2008 y 2009 ganó la carrera por el título europeo en la Superstock, disputada en Albacete. Se unió a Moto2 en el campeonato de 2010, corriendo el Gran Premio de Cataluña en lugar del lesionado a Axel Pons, del equipo Pons Pons Kalex Tenerife 40. Sufrió un grave accidente, pero tres meses después ganó el título europeo con una Supersport Yamaha en el circuito de Albacete.

## Resultados

### Campeonato Mundial de Superbikes

#### Por temporada
| Temporada | Moto          | Equipo                      | Carreras | Victorias | Podios | Poles | Vueltas Rápidas | Puntos | Posición |
| --------- | ------------- | --------------------------- | -------- | --------- | ------ | ----- | --------------- | ------ | -------- |
| 2007      | Yamaha YZF-R1 | Team Laglisse               | 2        | 0         | 0      | 0     | 0               | 2      | 30.º     |
| 2008      | Yamaha YZF-R1 | L'Oreal Men Expert-Laglisse | 2        | 0         | 0      | 0     | 0               | 0      | NC       |
| Total     |               |                             | 4        | 0         | 0      | 0     | 0               | 2      |          |

#### Carreras por año
| Año  | Moto   | 1   | 1   | 2   | 2   | 3       | 3      | 4       | 4      | 5   | 5   | 6   | 6   | 7   | 7   | 8   | 8   | 9   | 9   | 10  | 10  | 11  | 11  | 12  | 12  | 13  | 13  | 14  | 14  | Pts. | Pos. |
| Año  | Moto   | R1  | R2  | R1  | R2  | R1      | R2     | R1      | R2     | R1  | R2  | R1  | R2  | R1  | R2  | R1  | R2  | R1  | R2  | R1  | R2  | R1  | R2  | R1  | R2  | R1  | R2  | R1  | R2  | Pts. | Pos. |
| ---- | ------ | --- | --- | --- | --- | ------- | ------ | ------- | ------ | --- | --- | --- | --- | --- | --- | --- | --- | --- | --- | --- | --- | --- | --- | --- | --- | --- | --- | --- | --- | ---- | ---- |
| 2007 | Yamaha | QAT | QAT | AUS | AUS | EUR     | EUR    | ESP Ret | ESP 14 | NED | NED | ITA | ITA | GBR | GBR | RSM | RSM | CZE | CZE | BHA | BHA | ALE | ALE | ITA | ITA | FRA | FRA |     |     | 2    | 30.º |
| 2008 | Yamaha | QAT | QAT | AUS | AUS | ESP Ret | ESP 25 | NED     | NED    | ITA | ITA | USA | USA | ALE | ALE | RSM | RSM | CZE | CZE | BHA | BHA | EUR | EUR | ITA | ITA | FRA | FRA | POR | POR | 0    | NC   |

### Campeonato del Mundo de Motociclismo

#### Por temporada
| Temporada | Categoría | Moto     | Equipo                        | Carreras | Victorias | Podios | Poles | Vueltas Rápidas | Puntos | Posición |
| --------- | --------- | -------- | ----------------------------- | -------- | --------- | ------ | ----- | --------------- | ------ | -------- |
| 2010      | Moto2     | Kalex    | Tenerife 40-Pons Racing       | 1        | 0         | 0      | 0     | 0               | 0      | NC       |
| 2010      | Moto2     | Suter    | Racing Team Germany           | 2        | 0         | 0      | 0     | 0               | 0      | NC       |
| 2011      | Moto2     | Moriwaki | Desguaces La Torre-G22 Racing | 6        | 0         | 0      | 0     | 0               | 0      | NC       |
| 2011      | Moto2     | Suter    | Desguaces La Torre-G22 Racing | 1        | 0         | 0      | 0     | 0               | 0      | NC       |
| Total     |           |          |                               | 10       | 0         | 0      | 0     | 0               | 0      |          |

#### Carreras por año
| Año  | Cat.  | Moto     | 1   | 2   | 3   | 4   | 5      | 6       | 7       | 8      | 9       | 10      | 11      | 12      | 13  | 14  | 15  | 16     | 17      | Pts. | Pos. |
| ---- | ----- | -------- | --- | --- | --- | --- | ------ | ------- | ------- | ------ | ------- | ------- | ------- | ------- | --- | --- | --- | ------ | ------- | ---- | ---- |
| 2010 | Moto2 | Kalex    | QAT | ESP | FRA | ITA | GBR    | NED     | CAT Ret | ALE    | CZE     | IND     | RSM     | ARA     | JAP | MAL | AUS |        |         | 0    | NC   |
| 2010 | Moto2 | Suter    |     |     |     |     |        |         |         |        |         |         |         |         |     |     |     | POR 20 | VAL Ret | 0    | NC   |
| 2011 | Moto2 | Moriwaki | QAT | ESP | POR | FRA | CAT 18 | GBR Ret | NED 20  | ITA 25 |         |         | IND Ret | RSM Ret | ARA | JAP | AUS | MAL    | VAL     | 0    | NC   |
| 2011 | Moto2 | Suter    |     |     |     |     |        |         |         |        | ALE DNS | CZE Ret |         |         |     |     |     |        |         | 0    | NC   |